# Privatização da água no Brasil
A privatização da água no Brasil foi iniciada em 1996. Em 2008, empresas privadas forneceram água potável a 7 milhões de brasileiros - 4% da população urbana - em 10 dos 26 estados do país. O setor privado detém 65 contratos de concessão nos estados de São Paulo, Rio de Janeiro, Espírito Santo, Mato Grosso, Mato Grosso do Sul, Santa Catarina, Minas Gerais, Paraná, Pará e Amazonas. As empresas privadas comprometeram-se a investir 4,5 mil milhões de reais (US$2,8 mil milhões) no setor. A maior parte da população do Brasil recebe serviços de água e saneamento das empresas públicas municipais ou estatais.
Tem sido relativamente limitada em comparação com outros setores de energia, transportes, e telecomunicações. Em comparação com outros países da América Latina, tem sido mais estável do que Argentina e Bolívia, mas também menos difundida do que, por exemplo, Chile. Como em todos os contratos de concessão, as infraestruturas em si continuam a ser públicas, mas estão a ser exploradas pelo setor privado. Da mesma forma, os próprios recursos hídricos continuam a ser propriedade pública. A maioria dos contratos de concessão foram adjudicados pelos municípios. A falta de clareza jurídica quanto ao direito dos governos estaduais a adjudicarem também contratos de concessão tem frustrado alguns esforços de privatização da água, nomeadamente no Estado do Rio de Janeiro.
A privatização no Brasil tem tido lugar sem ter previamente desenvolvido um regime regulador abrangente, como foi o caso em Chile. O impacto da privatização da água no acesso, investimento, qualidade do serviço, utilização da água, tarifas e eficiência foi avaliado num estudo de 2008 com o apoio de vários intervenientes brasileiros como parte de um diálogo global multi-stakeholder sobre a água e o setor privado.
Entre 2020 e 2024, a participação do setor privado no saneamento básico subiu de 5% para 22% no Brasil.

## História

### Século XIX
As primeiras privatizações de água no Brasil tiveram lugar com investimento inglês em Rio de Janeiro, em 1857, e São Paulo em 1877 durante do reinado de D. Pedro II. Duas décadas mais tarde os serviços de Campanhia Cantareira em São Paulo foram considerados insatisfatórios e o seu contrato não foi renovado. Os serviços do Rio de Janeiro foram igualmente re-municipalizados alguns anos mais tarde, na sequência da “revolta popular”.

### Anos 1990
A privatização no Brasil foi iniciada sob a presidência Collor, através do Programa Nacional de Desestatização criado em Abril de 1990. Em infra-estruturas, um grande programa de privatização foi iniciado apenas em 1994, abrangendo energia, transportes, abastecimento de água e saneamento e telecomunicações.
Entre 1994 e 2000, foi assinado um total de 38 contratos do setor privado (concessões, Build-Operate-Transfer e contratos de serviços), com compromissos de investimento de mais de 2,5 mil milhões de dólares. Os nove primeiros acordos de concessão privados foram em 1994-96, todos no estado de Sào Paulo (Limeira, Mairinque, Marília, Mineiros do Tietê, Ourinhos, Pereiras, São Carlos, Salto e Tuiuti).
Em 1998, Tocantins foi o primeiro estado a privatizar o saneamento básico no Brasil, através da empresa Saneatins. A empresa foi vendida pelo grupo Odebrecht.
Para apoiar o esforço de privatização, o FGTS aprovou em 1997 a utilização de 10% dos fundos atribuídos para o programa Pró-Saneamento, a ser direccionado para a privatização. No mesmo ano, a Caixa Económica Federal, que era a principal fonte de financiamento para água e saneamento, criou um "Gabinete Especial de Concessão de Obras de Água (Eesan)" para apoiar as concessões privadas. Instituições financeiras internacionais como o Banco Mundial apoiaram a participação do setor privado. Por exemplo, segundo a Miranda, após uma tentativa infrutífera de 1999 de privatizar a Compesa, a companhia estatal de água de Pernambuco, tornou-se extremamente difícil elaborar uma proposta de empréstimo aceitável sem privatização.
Em 1999, o Brasil foi visto como "uma das maiores concentrações mundiais de oportunidades de privatização da água e das águas residuais"; "Thames Water" abriu um escritório no Rio de Janeiro e "Azurix" comprou a "AMX Acqua Management Inc." a fim de obter um "pé na porta"

### Anos 2000
Desde 2000, apenas 1% dos municípios tinham emitido acordos de concessão a empresas privadas. 71% dos municípios do Brasil delegaram serviços de água e esgotos a empresas estatais e 28% retiveram o fornecimento municipal. Os conflitos jurisdicionais que caracterizam o ambiente regulador no setor da água e saneamento complicaram os esforços de privatização. Por exemplo, as tentativas de encorajar a participação do setor privado a nível estatal (em Bahia e Rio de Janeiro) foram contestadas no  Supremo Tribunal Federal pelos governos municipais. Para McNallen o sistema de direito civil Brasileiro, com a sua adesão limitada a precedentes, é outro obstáculo a futuras privatizações. Também afectou concessões, planeadas para Espirito Santo e Petrolina.
De acordo com um relatório da Business News America, entre 2002 e Janeiro de 2007, não foram assinados contratos de saneamento privados. Em parte devido a esta incerteza jurídica, uma iniciativa da Câmara Municipal para cancelar um aumento tarifário de 40% em Limeira solicitado pela concessionária Suez foi confirmada por um tribunal federal. O contexto brasileiro específico da governação da água produziu "um conflito sem precedentes" entre funcionários nacionais, estaduais e municipais.
Um projeto de lei (PL 4147/2001) que teria concedido aos Estados a autoridade concedente para as áreas metropolitanas não foi aprovado devido à oposição de grupos comerciais. A principal controvérsia sobre o projecto de lei foi sobre a interpretação da Constituição Federal. Mas o discurso foi também infundido com retórica do setor privado como "inerentemente abusivo na fixação de taxas e incapaz ou relutante em investir para servir adequadamente as áreas mais pobres"
Finalmente foi aprovado outro projeto de lei (PL 5296/2005) que clarificou o papel do governo federal no setor, mas não conseguiu clarificar os respectivos papéis dos estados e municípios. A lei tornou-se efectiva em Janeiro de 2007 como a Lei do Saneamento (Lei 11.445/2007). Subsequentemente, só em 2007 foram assinados sete novos contratos para parcerias público-privadas (PPPs), com a Abcon esperando mais 15-20 em 2008. A lei do saneamento permite contratos de serviços sem lançar um processo de licitação. Foi contestada pelo Procurador-Geral da República Antonio Fernando Souza, que solicitou uma injunção do Supremo Tribunal Federal.

### Anos 2010
Após o período de crise econômica e instabilidade política que culminou no processo de impeachment de Dilma Rousseff e levando a Michel Temer assumir o cargo, como parte das reformas políticas e de abertura econômica, iniciou-se em 2018 e prosseguindo durante o governo de Jair Bolsonaro o processo de criação do Marco Legal do Saneamento Básico, com a finalidade de modernizar, regionalizar e atrair investimentos privados ao setor. Foram apresentados pelo menos quatro projetos legislativos, incluindo duas Medidas Provisórias, que caducaram devido à falta de convergência política. 
Em 2019, foi proposto o Projeto de Lei 3.261/2019, de iniciativa do senador Tasso Jereissati, mas o Poder Executivo também apresentou outro projeto de lei (PL 4.162/2019) com conteúdo similar ao do Senado para agilizar a tramitação. Durante a tramitação do projeto de lei na Câmara, os deputados das bancadas dos estados do Nordeste também resistiram à extinção dos "contratos de programa", a reviravolta ocorreu quando o Congresso ampliou o prazo de prorrogação desses contratos até março de 2022, dando adesão dos deputados da bancada nordestina ao projeto de lei.

### Anos 2020
O Marco Legal do Saneamento Básico foi aprovado em julho de 2020 e sancionado com vetos pelo presidente Bolsonaro.
Com a padronização regulatória do setor por meio de normas de referência nacionais, as agências reguladoras locais, regionais ou estaduais devem seguir um padrão estabelecido pela Agência Nacional de Águas e Saneamento Básico para aumentar a segurança jurídica na prestação dos serviços e incentivar investimentos públicos e privados. No entanto, isso demanda capacidades institucionais, recursos humanos e financeiros da ANA, que ainda não conseguiu expandir significativamente seu quadro de pessoal nem seu orçamento. As metas de universalização foram estabelecidas para atingir um atendimento de 99% da população com água potável e 90% da população com coleta e tratamento de esgotos até 31 de dezembro de 2033.
Leiloada por R$ 22,7 bilhões em abril de 2021, a Cedae deixou de ser responsável pela distribuição de água no Rio de Janeiro, sendo assumida pelas empresas Aegea Saneamento e Iguá Saneamento a prestação dos serviços de água e esgoto em regiões do estado pelos próximos 35 anos. Entretanto, houve desinteresse das concessionárias em um dos blocos do leilão, após deliberações, a Águas do Brasil arrematou por R$ 2,2 bilhões a região da Zona Oeste do Rio de Janeiro. A Cedae continuará existindo e será responsável pela captação e venda de água para as concessionárias. 
Em abril de 2023, o presidente Lula assinou dois decretos que revogaram o limite de 25% para subdelegações em Parcerias-Público-Privadas e prorrogaram o prazo para os municípios estruturarem suas operações regionalizadas até o final de 2025. A ABCON, entidade de empresas privadas, criticou os decretos, enquanto a AESBE, entidade de empresas estaduais, os celebrou. Algumas empresas, como a Sabesp, Copasa e CORSAN, pediram desfiliação da entidade em resposta aos decretos.
Algumas cidades concederam seus serviços ao setor privado. Alguns estados se associaram aos municípios e promoveram a privatização em âmbito estadual ou regional, como Amapá (2021), Alagoas (2021), Rio de Janeiro (2021), Rio Grande do Sul (2022), Sergipe (2024) e Piauí (2024). No Mato Grosso do Sul (2020), no Ceará (2023) e no Paraná (2024), foi adotado o modelo de Parceria Público-Privada.
Em 2024, a Sabesp foi privatizada por R$ 14,8 bilhões. No modelo de privatização adotado, chamado de sequencial, foi estabelecida a figura do acionista de referência, que deterá 15% da companhia e precisará atrair um interesse mínimo dos outros investidores para vencer a disputa. A seleção ocorreu em duas etapas. Na primeira etapa, deveriam escolhidos os dois acionistas de referência que oferecessem o maior preço. Na segunda, deveriam ser formados dois bookbuildings, junto aos outros interessados em investir na empresa como minoritários, sendo declarado vencedor o sócio de referência que formar o bookbuilding mais vantajoso. No entanto, a Equatorial Energia foi a única finalista da oferta pública de ações da Sabesp, tendo  oferecido R$ 6,9 bilhões por 15% de participação, tornando-se o acionista de referência da companhia. Em 22 de julho de 2024, foi concluída a liquidação do follow on na Bolsa de Valores de São Paulo levantando R$ 7,9 bilhões.
Entre 2020 e 2024, a participação do setor privado no saneamento básico subiu de 5% para 22% no Brasil.

## Resultados

### Investimentos
O investimento em água e saneamento por empresas públicas e privadas caiu em média 30% desde 1998. As projeções das necessidades futuras de capital variam. Uma fonte estima uma necessidade mínima de US$60 bilhões durante os próximos 20 anos.
A Associação Brasileira de Operações Privadas de Água e Esgoto promove a privatização principalmente argumentando que é a única maneira de adquirir os investimentos necessários em infraestrutura. Entre 1990 e 2006, o setor brasileiro de água e esgoto produziu 52 projetos privados, recebeu US$3,069 bilhões em capital privado.
Em algumas concessões, os investimentos reais ficaram abaixo dos compromissos de investimento, como nas concessões em Limeira, Manaus, Campo Grande. Em julho de 2000, Campo Grande, a capital do estado Mato Grosso do Sul concedeu uma concessão de água e esgoto no valor de US$ 217 milhões por 30 anos à Aguas de Barcelona, uma subsidiária da Suez-Lyonnaise des Eaux; em novembro de 2001, o investimento planejado foi reduzido em 27,1% do montante prometido.

### Acesso
Uma justificativa para a privatização tem sido que ela aceleraria o aumento do acesso à água e ao saneamento, em particular aos pobres. Entretanto, de acordo com McNallen e Olivier, a coleta privada de cereja tem tido efeitos deletérios na subvenção cruzada, o que tornou possível até mesmo o fornecimento moderado de serviços de água e saneamento a tais usuários. De acordo com o think tank PSIRU—que é financiado pela Public Services International, uma federação global de sindicatos do setor público—em Manaus, Suez-Lyonnaise des Eaux recuou nas promessas de expandir o acesso para 95% da população imediatamente após receber uma concessão de 30 anos em junho de 2000.

### Impacto
Os aumentos das tarifas de água ocorreram em todo o Brasil, tanto nas concessionárias públicas quanto nas privadas, contribuindo para uma diminuição do uso da água.
Segundo Olivier, um aumento tarifário de 2004 na rede municipal de água Manaus pela Aguas do Amazonas - operador privado e subsidiária da Suez Environment, que adquiriu uma concessão de 30 anos em junho de 2000 - resultou em uma redução substancial no consumo, ainda mais acentuada entre os usuários de baixa renda. De acordo com o PSIRU em outro caso os usuários pobres de água em Paraná voltaram a beber água da chuva e outras fontes contaminadas como resultado dos aumentos tarifários da subsidiária da Vivendi, Sanepar.

### Saúde
Não há dados específicos sobre o impacto na saúde da privatização da água no Brasil. De acordo com Peres et al., a privatização provavelmente afetará negativamente a saúde das populações mais pobres se as lacunas de serviço entre ricos e pobres aumentarem. Isto contrastaria a experiência de pelo menos outro país que foi estudado em detalhes. De acordo com um estudo detalhado de 2002 na Argentina, a privatização da água teve um impacto positivo na mortalidade infantil. Ele constatou que no período 1991-1997 a mortalidade infantil caiu 5 a 7% mais em áreas privatizadas do que naquelas que permaneceram sob gestão pública ou cooperativa. Também constatou que o efeito foi maior nas áreas mais pobres (24%). Os autores estimam que a principal razão é a expansão maciça do acesso à água, que se concentrou em áreas mais pobres que não recebiam serviços antes que a participação do setor privado fosse introduzida.

## Oposição
A oposição à privatização tem sido demasiadas vezes caracterizada por "debates controversos e emocionais," atrelada a "dúvidas, medos e preconceitos" oriundos de objeções generalizadas à globalização e neoliberalismo. Similarmente, de acordo com Lemos e Oliveira, muitos potencialmente benéficos  parcerias público-privadas (PPPs) sofreram com a desconfiança generalizada, criada por "décadas de promessas quebradas" - e inúmeros "relatos de fracasso de políticas"
Muitos grupos politicamente influentes no Brasil abrigam uma "aversão direta à participação do capital privado" na água e outros serviços essenciais. Politicamente, a privatização da água tem sido muitas vezes confundida com conflitos sobre a descentralização em relação ao retorno do controle de empresas estatais de água estabelecidas sob o regime militar para empresas re-municipalizadas. Assim, a reforma da água brasileira permaneceu "paralisada pela controvérsia" porque a disputa municipal-estatal foi muitas vezes reduzida a uma questão de qual nível de governo deveria ter autoridade para conceder concessões a atores privados, ao invés de autoridade para desenvolver uma política coerente incluindo tanto elementos públicos quanto privados.
Os partidos políticos que se opõem à privatização incluem o Partido dos Trabalhadores (PT) e o Partido Socialismo e Liberdade (PSOL).

### Alternativas
As alternativas brasileiras emergentes têm transcendido cada vez mais o debate público-privado, concentrando-se na participação das partes interessadas e na cooperação institucional.

#### Modelos participativos
Empresas públicas de água em Porto Alegre e Recife desenvolveram "modelos participativos, centrados nas pessoas" para melhorar o acesso à água. Isto lhes permitiu posicionar-se como mais do que apenas anti-privatização, mas desenvolver uma alternativa construtiva. O DMAE de Porto Alegre em particular tornou-se conhecido por seu orçamento participativo. Segundo o PSIRU, isto tem permitido a Porto Alegre "lutar continuamente contra as tentativas de privatização" que foram alegadamente apoiadas pelo Congresso brasileiro, bem como por doadores internacionais como o Banco Interamericano de Desenvolvimento (BID) ao Banco Mundial. O processo de orçamento participativo - que permite que qualquer demanda pública seja incluída no orçamento do ano seguinte sujeita apenas a uma votação popular e avaliação de viabilidade técnica - tornou-se um modelo de democracia direta em outras partes do Brasil e do mundo.

#### Venda de ações na bolsa de valores
A empresa estatal paulista de água e esgoto Sabesp, a maior empresa de água da América Latina, escolheu um caminho diferente. Em vez de conceder uma concessão privada, vendeu ações no mercado acionário brasileiro e até mesmo na Bolsa de Valores de Nova York. Além disso, obteve empréstimos do Banco Interamericano de Desenvolvimento e do Japan Bank for International Cooperation. O governo estadual do Rio de Janeiro também planeja vender ações de sua empresa de água e esgoto, Nova Cedae, mantendo o controle majoritário da empresa, citando o exemplo da Sabesp (quatro tentativas de privatização da empresa em 1998 fracassaram devido à falta de acordo entre os governos municipais e estaduais). Ações das empresas estaduais de água e esgoto de Minas Gerais, Copasa, e do Paraná, Sanepar, também são negociadas na bolsa de valores. Em São Paulo, a agência reguladora estadual ARSESP, estabelece uma taxa de retorno para a concessionária - o custo médio ponderado do capital - que foi fixado em 8,06% em 2011.
De acordo com o PSIRU, tais "utilidades civicamente ativas" são alternativas às "tentativas de privatização induzidas pelo desespero" em Paraná e Rio de Janeiro.

#### Redução da influência do setor privado nos acordos existentes
No Paraná, um acordo de concessão de 1998 havia dado à Dominó Holdings (formada por Vivendi, banco brasileiro Opportunity, e o grupo Andrade Gutierrez) o controle de 39,7% da empresa estatal de água e esgoto Sanepar. Em 2008, o  Supremo Tribunal Federal autorizou o governo estadual a aumentar sua participação na Sanepar, revogando uma liminar concedida por um tribunal inferior que havia impedido o estado de convocar uma assembleia geral de acionistas.

## Lista de contratos de concessão
| Município ou estado brasileiro | Empresa vencedora | Concessão                                                                 | Ano  | Notas |
| --- | --- | ------------------------------------------------------------------------- | ---- | --- |
| Guariroba | Suez | Águas Guariroba                                                           |      | |
| Ribeirão Preto | Inima, subsidiária da OHL                                                                                              | Ambiente                                                                  |      | Participação de 80% |
| Pereiras (município) | | Companhia de Águas de Pereiras                                            | 1994 | Investimento de R$ 1,2 milhão para construir, reabilitar, operar e transferir infraestrutura de serviços de água e esgoto |
| São Carlos | Sistema de água de São Carlos                                                                                          |                                                                           | 1994 | R$1 milhão de investimentos para reabilitar, operar e transferir água sem esgoto; concluido. |
| Limeira | Suez | Águas de Limeira                                                          | 1995 | Investimento de R$ 100 milhões para reabilitar, operar e transferir água com esgoto; Concessão de água/águas residuais por 30 anos (investimento de US$ 50–70 milhões) Construindo Sustentabilidade: Parcerias e Finanças. |
| Mineiros do Tietê (município) | | Companhia de Água Mineiros do Tietê                                       | 1995 | Investimento de R$ 2 milhões para construir, reabilitar, operar e transferir concessionária de água com esgoto |
| Ourinhos (município) | | Serviço de Água de Ourinhos                                               | 1996 | Investimento de R$ 1,2 milhão para construir, reabilitar, operar e transferir serviço de água sem rede de esgoto |
| Salto | |                                                                           | 1996 | R$ 364 mil de investimento para reabilitar, operar e transferir coleta e tratamento de esgoto |
| Mairinque | | Companhia das Águas de Mairinque                                          | 1997 | Investimento de R$ 28,5 milhões para construir, reabilitar, operar e transferir água com esgoto |
| Marília (cidade) | | Companhia de Águas de Marília                                             | 1997 | Investimento de R$ 3 milhões para construir, reabilitar, operar e transferir água com esgoto |
| Paranaguá (cidade) | | Sistema de Água e Esgoto de Paranaguá                                     | 1997 | Investimento de R$ 66 milhões para construir, reabilitar, operar e transferir água com esgoto |
| Araçatuba (cidade) | | Aracatuba Saneamento                                                      | 1998 | Investimento de R$ 11,6 milhões para construir, reabilitar, operar e transferir estação de tratamento de água potável e esgoto |
| Cachoeiro de Itapemirim (município) | | Águas de Cachoeiro                                                        | 1998 | Investimento de R$ 41,4 milhões para construir, reabilitar, operar e transferir água com esgoto |
| Juturnaíba | | Águas de Juturnaíba                                                       | 1998 | Investimento de R$ 65,2 milhões para construir, reabilitar, operar e transferir água com esgoto |
| Paraná (estado) | Vivendi + Andrade Gutierrez                                                                                            | Companhia de Saneamento do Paraná (SANEPAR)                               | 1998 | Investimento de R$ 216,7 milhões; Empréstimos de 2001 do Banco Mundial-Corporação Financeira Internacional (investimento de US$ 30 milhões na AGC) exploração de águas subterrâneas e descarga de águas residuais brutas. Como resultado, o diretor administrativo Jean-Mari d 'Aspe retornou à França em dezembro de 2001 sob ameaça de prisão por acusações criminais de litígio movido por uma ONG local, o Instituto Timoneira. O consórcio liderado pela Vivendi A participação de 30% na Senepar comprou para eles 59,3% do poder total de voto no Conselho de Administração e o direito de nomear diretores que supervisionavam um total de 87% dos funcionários da Sanepar.            |
| Petrópolis (cidade) | | Companhia de Águas de Petrópolis                                          | 1998 | Investimento de R$ 89 milhões para construir, reabilitar, operar e transferir serviços de água e esgoto |
| Estado do Tocantins | Emsa – Empresa Sul Americana de Montagens S.A.                                                                         | BRK Ambiental - Saneatins                                                 | 1998 | Primeiro estado a privatizar o setor de saneamento. Privatização de 35% das ações da Saneatins à Emsa por 2 milhões de reais. A empresa assumiu o controle societário em 2002. Revendida em 2011 para a Odebrecht Ambiental, hoje BRK Ambiental. |
| Campo Grande, Mato Grosso do Sul | Suez (subsidiária da Águas de Barcelona)/Agbar                                                                         | Águas Guariroba (originalmente Interágua, desmembrada da estatal Sanesul) | 2000 | Concessão de água e esgoto de US$ 217 milhões por 30 anos; Apresentou prejuízo imediato de R$ 1,46 milhão e passou a operar com déficit mensal de 20% após vencer uma concessão de 30 anos. |
| Manaus | Suez | Águas do Amazonas                                                         | 2000 | Concessão de 30 anos; 90% das ações da estatal Manasa, por R$ 193 milhões; Empréstimos do BNDES em 2001 (carga de R$ 72 milhões para compra e investimento adicional) |
| Municípios do Estado do Rio de Janeiro (incluindo os cinco municípios de Búzios, Cabo Frio, São Pedro da Aldeia, Iguaba e Arraial do Cabo dos 91 municípios do estado do Rio de Janeiro) | Águas de Portugal | Prolagos                                                                  | 2000 | Participação de 93,5% (buscou US$ 38,8 milhões do Banco Europeu de Investimento em 2001 para investimento) |
| Teresina | Aegea | Águas de Teresina                                                         | 2017 | A Aegea ofereceu o valor de R$ 160 milhões de contribuição financeira a título de outorga, com investimentos de R$ 1,7 bilhão, para garantir 100% de cobertura de abastecimento de água e esgoto na capital |
| Estado de Alagoas | - BRK Ambiental (Bloco A) - Consórcio Alagoas (Águas do Sertão) (Bloco B) - Consórcio Mundaú (Verde Alagoas) (Bloco C) | Águas do Sertão BRK Alagoas Verde Alagoas                                 | 2020 | Em setembro de 2020, a BRK Ambiental venceu o leilão do fornecimento de água e coleta de esgoto na Região Metropolitana de Maceió realizado na B3 com um lance de R$ 2,009 bilhões. Em dezembro de 2021, o Bloco B foi arrematado pelo consórcio Alagoas (Águas do Sertão), formado pelos grupos Allonda e Conasa, por R$ 1,2 bilhões. O bloco C teve como vencedor o consórcio Mundaú (Verde Alagoas), formado pelos grupos Cymi e Aviva Ambiental, com um lance de R$ 430 milhões. A Casal continua responsável pela captação e tratamento da água, mas as empresas privadas são responsáveis por distribuir aos clientes.                                                                   |
| Estado do Mato Grosso do Sul | Aegea | Ambiental MS Pantanal                                                     | 2020 | Em leilão da Parceria Público-Privada de serviços de esgoto da Sanesul em 68 cidades realizado na B3, a Aegea ofertou preço unitário de R$ 1,36, com investimentos nos 30 anos de concessão de R$ 3,8 bilhões. |
| Estado do Rio de Janeiro | - Bloco 1 – Aegea - Bloco 2 – Consórcio Iguá - Bloco 3 – Águas do Brasil/Saab Participações II - Bloco 4 – Aegea       | Águas do Rio (Bloco 1 e 3) Iguá (Bloco 2) Rio+Saneamento (Bloco 3)        | 2021 | Em abril de 2021, foi realizado o leilão na B3 de três blocos da Companhia Estadual de Águas e Esgotos do Rio de Janeiro (Cedae), arrecadando R$ 22,6 bilhões. Em dezembro de 2021, foi realizado o leilão do bloco 3, arrecadando mais de R$ 2,2 bilhões. A CEDAE continuou estatal e passou a se concentrar na captação e tratamento de água dos grandes sistemas produtores da Região Metropolitana), para que as concessionárias distribuam à população. |
| Estado do Amapá | Grupo Equatorial | Concessionária de Saneamento do Amapá (CSA Equatorial)                    | 2021 | Em setembro de 2021, o Consórcio Marco Zero, liderado pela empresa Equatorial Energia, foi o vencedor do leilão de concessão dos serviços de água e coleta de esgoto em 16 municípios do estado por R$ 930 milhões e deverá realizar investimentos previstos na casa dos R$ 3 bilhões. A Caesa continua a atuar no saneamento nas zonas rurais e distritos dos municípios do Amapá. |
| Estado do Ceará | Aegea | Ambiental Ceará                                                           | 2022 | Leilão de Parceria Público-Privada (PPP) para prestar serviços de esgoto para 4,3 milhões de pessoas em 24 municípios localizados nas regiões metropolitanas de Fortaleza e do Cariri. A Cagece continuará responsável pelo O fornecimento de água tratada. |
| Estado do Rio Grande do Sul | Aegea | Corsan                                                                    | 2023 | Em dezembro 2022,a Aegea arrematou a Corsan com um lance de 4,15 bilhões de reais, em leilão promovido na B3. |
| Estado do Paraná | Aegea, Perfin e Kinea Iguá, Acciona Água Brasil                                                                        | Ambiental Paraná (Demais lotes a definir)                                 | 2023 | Em julho de 2023, na B3, a Sanepar realizou um leilão de de Parceria Público-Privada (PPP) em consórcio formado pela Aegea, Perfin e Kinea, que deverão realizar investimentos de R$ 1,2 bilhão em serviços de esgoto em 16 municípios da região metropolitana de Curitiba e litoral. Em setembro de 2024, foram licitados mais 3 lotes de PPPs para de coleta e tratamento de esgoto em 112 municípios, vencidos pela Aegea, Iguá Saneamento e Acciona Água Brasil, que deverão realizar R$ 2,9 bilhões em investimentos. |
| Estado de São Paulo | Privatização da Sabesp na Bolsa de Valores B3, sem acionista controlador.                                              | Sabesp                                                                    | 2024 | Em 2024, a Sabesp foi privatizada por R$ 14,8 bilhões. No modelo de privatização adotado, chamado de sequencial, foi estabelecida a figura do acionista de referência, que deterá 15% da companhia e precisará atrair um interesse mínimo dos outros investidores para vencer a disputa. A seleção ocorreu em duas etapas. A Equatorial Energia foi a única finalista da oferta pública de ações da Sabesp, tendo oferecido R$ 6,9 bilhões por 15% de participação, tornando-se o acionista de referência da companhia. Em 22 de julho de 2024, foi concluída a liquidação do follow on de 17% das ações para outros investidores na Bolsa de Valores de São Paulo, levantando R$ 7,9 bilhões. |
| Estado de Sergipe | Iguá | Iguá Sergipe                                                              | 2024 | Em leilão na B3, a Iguá apresentou proposta pelos ativos de distribuição de água e de esgotamento sanitário da Deso, com oferta de outorga de R$ 4,5 bilhões e previsão de investimentos de R$ 6,3 bilhões ao longo de 35 anos de concessão. A Deso seguirá responsável pela captação e tratamento da água, que será vendida à concessionária. |
| Estado do Piauí | Aegea | Águas do Piauí                                                            | 2024 | Em leilão na B3, a Aegea fez uma proposta de 1% de desconto sobre a tarifa, combinado com R$ 1 bilhão em valor de outorga, ficando responsável pela concessão dos serviços de água e esgoto em todos os 224 municípios do Piauí da Microrregião de Água e Esgoto do Piauí (MRAE). A empresa assumirá todos os serviços e a Agespisa encerrará as atividades. |
| Estado do Pará | Aegea | A definir                                                                 | 2025 | Em abril de 2025, a Aegea foi a vencedora do leilão na B3 do Bloco A (que inclui Belém, Ananindeua, Marituba e 23 municípios) por R$ 1,168 bi, do Bloco B (50 municípios) por R$ 140,9 milhões e do Bloco D (23 municípios) por 117,8 milhões. O Bloco C (27 municípios, incluindo Santarém) não recebeu propostas. A Cosanpa continuará responsável pela produção de água na três principais cidades, cabendo à concessionária a distribuição. |